# La guerra de guerrillas
Guerra de guerrillas es un libro escrito por el revolucionario y guerrillero marxista-leninista argentino-cubano Che Guevara, el cual fue publicado originalmente en Cuba en 1961 (poco tiempo después del triunfo de la Revolución en ese país).
Guevara intentó que el libro fuese un manual que conjugase su teoría del foquismo con su entonces muy reciente experiencia guerrillera dentro del Movimiento 26 de julio, el cual básicamente había operado en la Sierra Maestra. Su idea era que otros grupos armados insurgentes marxistas lo leyesen y extrajesen enseñanzas aplicables al territorio en el que operasen, ya fuese en América Latina, África o Asia. No obstante, el libro sería traducido al inglés y portugués por la CIA y sería utilizado por las fuerzas contrainsurgencia que estudiaban y se entrenaban en la Escuela de las Américas[cita requerida] (la cual estaba situada en Panamá en ese entonces). Un fenómeno similar sucedería con el libro “Minimanual del guerrillero urbano”, 1969), escrito por el revolucionario brasileño Carlos Marighella (en este último caso, la obra sería traducida al inglés y español).
Mientras que muchos encuentran paralelismos con el libro “Sobre la guerra prolongada”, escrito por el revolucionario y líder chino Mao Zedong, Guevara declaró que no lo había leído, sino que el suyo se basaba en su propia experiencia durante sus combates guerrilleros que terminaron con el triunfo de la Revolución cubana el 1 de enero de 1959. Por otro lado, Guevara sí había leído dos libros editados durante la guerra civil española (1936-39), titulados Nuevas guerras y Medicina contra la invasión respectivamente. Estos últimos resaltaban la importancia de la motivación política y de los métodos de organización.
Sin embargo, Guevara enfatiza que la guerra de guerrillas es un método particularmente favorable contra gobiernos dictatoriales, como el entonces recientemente derrocado régimen militar de Fulgencio Batista en la propia Cuba. Por el contrario, recomienda en todo caso agotar previamente las posibilidades de lucha legal dentro de la “democracia burguesa” (despectiva denominación marxista de la democracia liberal).
El Che Guevara le dedicó su libro a la memoria de su compañero de lucha Camilo Cienfuegos, aparentemente fallecido en un accidente de aviación el 28 de octubre de 1959, poco después de la victoria de la Revolución. Guevara puntualmente comentó al respecto “que él lo debería haber leído y corregido, pero cuyo destino fatal impidió que pudiese realizar la tarea”.